# Östliche Melchior-Inseln
Die Östlichen Melchior-Inseln bilden gemeinsam mit den Westlichen Melchior-Inseln die Gruppe der Melchior-Inseln im Palmer-Archipel vor der Danco-Küste des Grahamlands im Norden der Antarktischen Halbinsel. Sie bestehen aus kleinen, vereisten Inseln und Klippen östlich der Meerenge The Sound. Die größten der Östlichen Melchior-Inseln sind die Omega- und die Etainsel.
Die Benennung geht wahrscheinlich auf Wissenschaftler der britischen Discovery Investigations zurück, welche diese Inseln im Jahr 1927 grob kartierten. Die Benennung erfolgte in Anlehnung an diejenige der gesamten Inselgruppe, deren Namensgeber der französische Vizeadmiral Jules Bernard François Melchior (1844–1908) ist.